# Cyclopogon maldonadoanus
Cyclopogon maldonadoanus är en orkidéart som beskrevs av Dodson. Cyclopogon maldonadoanus ingår i släktet Cyclopogon, och familjen orkidéer. Inga underarter finns listade i Catalogue of Life.